# Pimiento de Padrón

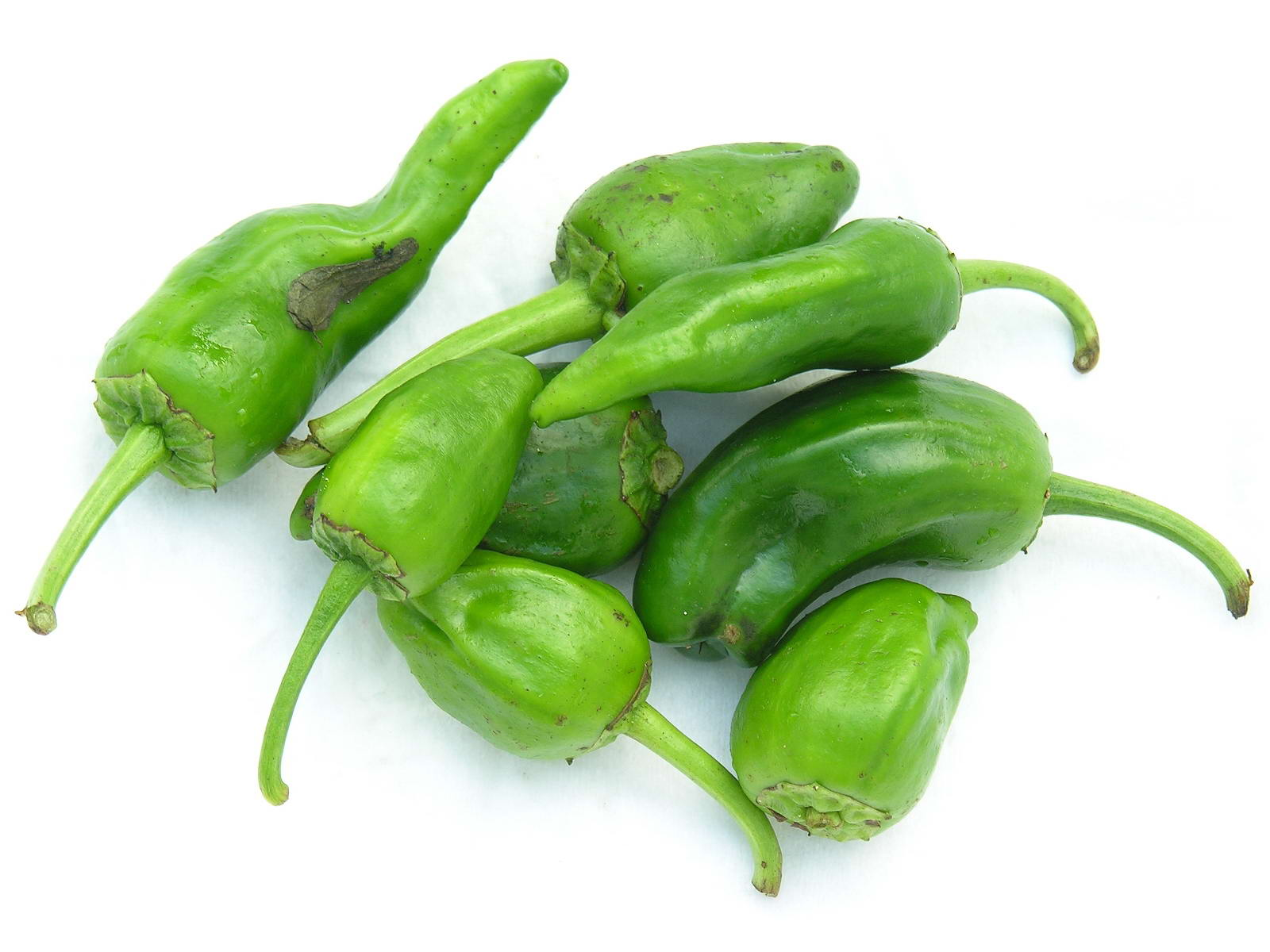
Un par de manojos ("mans", "manos" en gallego) de pimientos de Padrón.

El pimiento de Padrón es una variedad de pimiento (Capsicum annuum) originaria del cultivo agrícola del convento de San Antonio de Herbón (parroquia de Padrón) en la provincia de La Coruña, en Galicia, donde habrían adaptado su cultivo frailes franciscanos regresados de América en el siglo XVI.[cita requerida] Su denominación de origen protegida se denomina Pimiento de Herbón.
Se trata de pimientos de pequeñas dimensiones, entre unos 5 y no más de 10 cm, de color verde oliva a verde amarillento y que tienen como particularidad gastronómica, además de su generalizado intenso sabor, el que algunos ejemplares resultan particularmente picantes (aproximadamente entre un 10% -o incluso modernamente menos, como se explica abajo- y un 25%).

## Características
Se trata de un vegetal de cultivo que se puede encontrar en una gran extensión de las cuencas del río Ulla y su afluente el Sar; y es especialmente cultivado en los invernaderos de Herbón, localidad administrativamente perteneciente a Padrón en calidad de parroquia civil. Actualmente existen variedades cultivadas en el sur levantino de España y en Marruecos. La temporada de recolección puede comenzar ya a mediados del mes de mayo, prolongándose hasta alcanzar el verano, soliéndose recolectar cuando su tamaño aún es reducido. Tradicionalmente estaban disponibles en los mercados desde el propio mes de mayo y hasta finales de octubre o primeros de noviembre (solía darse la fecha de la primera matanza del cerdo, 11 de noviembre, día de San Martín, como límite). En la actualidad, merced a las condiciones de cultivo controladas en invernadero, pueden encontrarse en los mercados españoles a lo largo de todo el año y suelen comercializarse envasados en bolsas plásticas en las que es de obligado cumplimiento legal la indicación de su origen geográfico.
Como queda dicho, es un pimiento de pequeño tamaño y forma algo alargada, cónica o fusiforme y ligeramente surcada longitudinalmente por estrías bulbosas, que le confieren un aspecto arrugado tras su fritura. Como algunos ejemplares poseen la cualidad de resultar picantes, algunos de manera acusada, existe todo un debate acerca de las características que harían reconocibles tales especímenes, controversia que comienza desde el momento en que unos entendidos aseguran poder saber cuáles pican mientras que otros afirman no haber manera de averiguarlo de antemano. El idioma gallego ha sabido acomodarse a esta realidad variable y zanjar la cuestión con la sentencia popular «Os pementos de Padrón, uns pican e outros non» («Los pimientos de Padrón, unos pican y otros no»).

## Historia
Se trata de una variedad del pimientos, al igual que los jalapeños o los serranos, y, como todo pimiento, domesticada en Mesoamérica. Al parecer, fue importada a Galicia por misioneros del convento franciscano de Herbón durante el siglo XVI o ya tal vez iniciado el XVII, posiblemente desde México o la zona suroeste de EE. UU. (Nueva España). Es probable que las variedades originarias llevadas de América fueran poco a poco adaptándose mediante selección artificial al clima de Galicia, haciéndose más pequeños y adquiriendo así su sabor particular.

## Usos
Suelen asarse a la plancha o freírse frescos en la sartén (a veces ligeramente en una freidora con aceite de oliva hirviente, sacándose con una espumadera) y al servirlos en una fuente se sazonan con la denominada "sal gorda" o "sal de deshielo". No conviene dejarlos enfriar. Cuando se disponen en una fuente, generalmente acompañan otros alimentos (carne, marisco o pescado) o constituyen una tapa, sirviéndose con los pedúnculos («rabitos»), que no son ingeridos en ningún momento pero ayudan a comerlos (no es necesario cubierto). Así y todo, la ingesta del mismo no presenta ninguna clase de peligro.

## Picazón y tradición culinaria

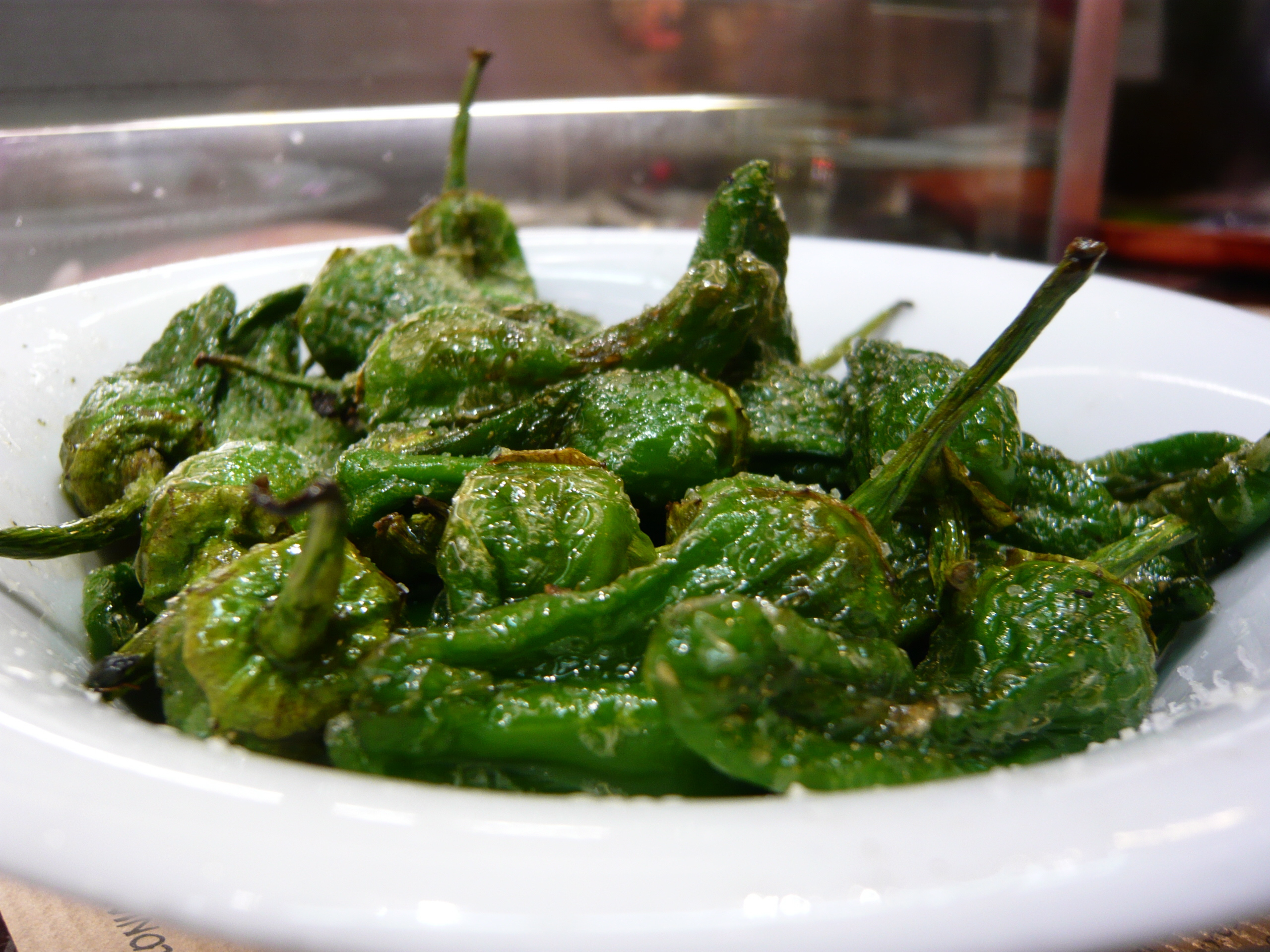
Plato de pimientos de Padrón

Debido a que frente a los ejemplares que no pican otros producen un picor que puede ser intenso hay toda serie de creaciones populares sobre este tema, sobre todo en Galicia, donde es muy popular y reiterado el aludido refrán gallego «Coma os pementos de Padrón: uns pican e outros non» («Como los pimientos de Padrón: unos pican y otros no») en comentario alusivo a la variabilidad de cualquier tipo que se pueda observar ante determinada circunstancia.
Lo cierto es que la proporción de ejemplares picantes parece aumentar considerablemente en las zonas de cultivo (hoy en día la práctica totalidad se realiza en invernadero) que han recibido mayor insolación, con lo cual en origen se puede controlar en parte esta característica en las remesas recolectadas. Es bastante común señalar que los ejemplares picantes son los que han sido menos regados; sin embargo, se puede observar que, a igual cantidad de riego, éstos se dan más en las zonas soleadas, lo que lleva a relacionar más esta cualidad con la insolación y evaporación consiguiente.

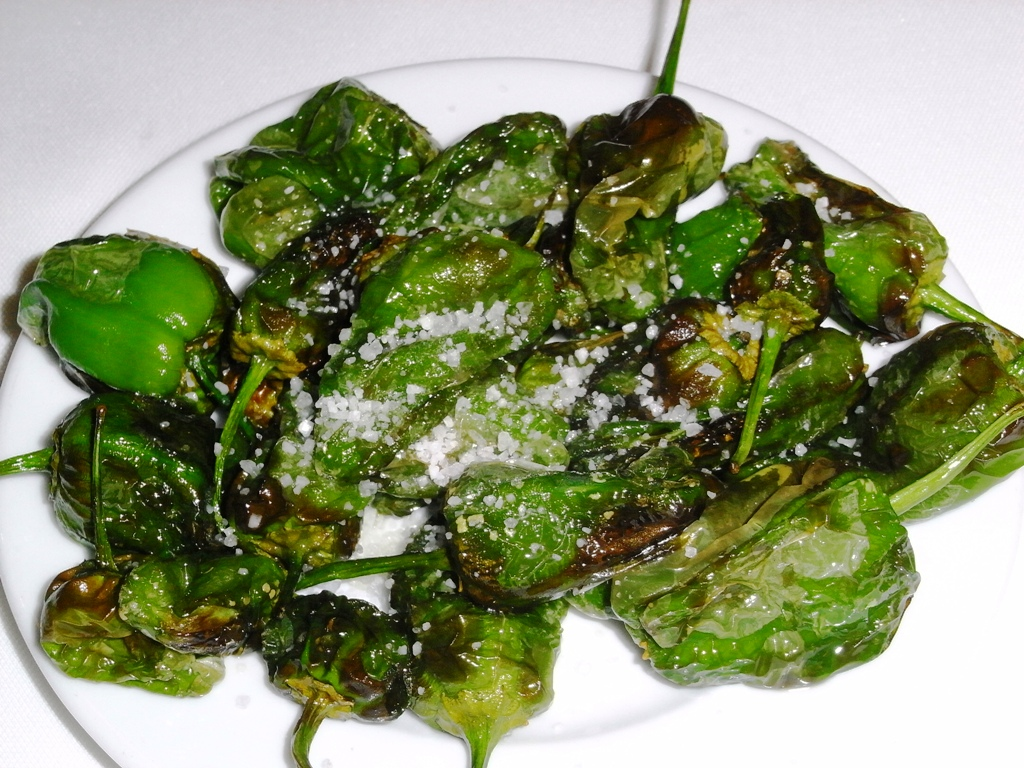
Pimientos de Padrón sazonados con sal gorda

Entre los métodos popularizados para diferenciar visualmente los ejemplares picantes se cuenta que aquellos de mayor tamaño y color mate antes de su fritura, sobre todo si presentan una forma acusadamente puntiaguda y en forma de huso, tienen más probabilidades de ser agresivos al paladar. También se dice que a los picantes se les adhieren en menor medida los granos de sal gorda con que se suelen sazonar. Otra fórmula es reparar en la proporción del pedúnculo con respecto al ejemplar entero, siendo los picantes los que presentan una mayor proporción de éste (popularmente llamado «rabecho» en gallego, traducible por «rabillo» o «rabuelo»). Cualquier ejemplar de tamaño excesivamente grande (el doble o más de lo que se considera un pimiento de Padrón grande) o que presente coloración total o parcialmente rojiza quizás debido a exceso de madurez, quizás debido a hibridación) presentan un nivel de picor remarcadamente alto (influyendo más la coloración que el tamaño).
Las recolectoras tradicionales -suelen ser mujeres- de las zonas de Padrón más dedicadas a su cultivo (la más reputada es la parroquia de Herbón) y sus degustadores más aficionados suelen acordar que una adecuada proporción de ejemplares picantes a la hora de servirlos está en torno a una quinta parte del total. De este modo, en la recolección artesanal se recogen en recipientes diferentes aquellos que han recibido mayor insolación durante su cultivo de los que han permanecido más en la sombra. A la hora de prepararlos para el consumidor, se le servirá una "mano" (los que caben agarrados en un puño, que se dice que habitualmente son cuatro) de los picantes por cada cuatro "manos" de no picantes, ya que como reza la sentencia tradicional gallega, «Unha saca son cen pementos, que son vintecinco 'máns' de catro» («Una bolsa son cien pimientos, que son veinticinco 'manos' de cuatro»).
La difusión de su cultivo fuera de estas áreas tradicionales (sobre todo en Almería y Murcia), la recolección mecanizada y la selección agrobiológica moderna (que se ha ocupado sobre todo de eliminar ejemplares picantes para hacerlos apetecibles a la mayoría de los consumidores) dejan en parte obsoletas estas fórmulas y hábitos que han venido acompañando a su consumo. Lo cierto es que un buen aficionado no suele considerar óptima la ración que no incluya ciertos ejemplares en mayor o menor medida picantes, si bien es cierto que alguno particularmente agresivo («bravo» se le suele llamar en Galicia al que produce lágrimas en su degustador) puede arruinar el gusto de una comida.
Al comensal a quien no agrade una excesiva picazón (cuyo remedio más acostumbrado es ingerir inmediatamente miga de pan; de centeno o de maíz los más recomendables) hará bien en probar previamente a su ingesta la punta del pimiento con los labios, pues apretando un poco, incluso sin llegar a morderla, se puede notar ya el sabor picante, de haberlo.